# 3e brigade d'assaut
Ne doit pas être confondu avec régiment Azov.
Pour les articles homonymes, voir 3e brigade.

Insigne des unités de Kyïv.

La 3e brigade d'assaut « Azov » (en ukrainien : 3-тя окрема штурмова бригада «Азов», 3-tja okrema šturmova bryhada «Azov», abrégé en 3 ОШБр ; numéro d'unité militaire A4638), est une grande unité d'infanterie mécanisée de l'Armée de terre ukrainienne.
L'unité est créée dans les premières semaines de l'invasion de l'Ukraine par la Russie sous la dénomination de régiment autonome d'opérations spéciales « Azov » (en ukrainien : Окремий полк спеціального призначення «Азов», Okremyj polk special'noho pryznačennja «Azov»), ou simplement en anglais SSO « Azov » (ССО «Азов»), rattachée initialement aux forces spéciales ukrainiennes.
Ce bataillon avait suscité des controverses en raison de l'idéologie de certains de ses fondateurs, affiliés à des mouvances nationalistes ou néo-nazis. Depuis sa transformation en brigade régulière, l'unité a été intégrée au commandement militaire ukrainien et se distingue surtout par son engagement dans les combats les plus intenses du front, notamment à Bakhmout puis à Avdiïvka. 
La brigade documente fréquemment ses opérations sur les réseaux sociaux, attirant ainsi une large attention médiatique. Sa médiatisation et son autonomie importante en fait une unité particulière, nourrissant un potentiel projet politique.

## Historique

### Régiment autonome d'opérations spéciales«Azov»
Le cœur de la 3e brigade d'assaut « Azov » est formé dès les premières heures de l'invasion de l'Ukraine par la Russie, en février 2022, par la mobilisation d'anciens combattants du régiment Azov dans la région de Kyïv pour former un régiment. Le régiment soutient une embuscade tendue par la 72e brigade mécanisée à une colonne de chars russes dans les alentours de Brovary. L'unité russe ciblée, la 90e division de chars de la Garde subit de très lourdes pertes, avec un régiment entier mis hors de combat et le colonel Andreï Zakharov du 6e régiment tué. Ceci entraîne la retraite de la division,,.
En avril, le régiment est redéployé dans l'oblast de Zaporijjia, défendant notamment la petite ville de Houliaïpole. Au cours des mois suivants, il continue à opérer entre Houliaïpole et Orikhiv, conjointement avec le 98e bataillon de défense territoriale « Azov-Dnipro », rattaché à la 108e brigade de défense territoriale. Officiellement intégré aux forces spéciales ukrainiennes le 9 septembre 2022.

### Transformation en3ebrigade d'assaut
La transformation du régiment séparé d'opérations spéciales « Azov » en brigade d'infanterie mécanisée commence le 1er novembre 2022 lorsque des éléments du 98e bataillon de défense territoriale « Azov-Dnipro », de la 108e brigade territoriale, sont incorporés dans le « CCO Azov » pour en faire une unité mécanisée plus large,. En janvier 2023, l'unité est officiellement renommée pour devenir la 3e brigade d'assaut,. Comme le souligne Andriy Biletsky, fondateur et commandant de l'unité, il s'agit davantage d'un changement de nom que de nature.

#### Bataille de Bakhmout (2023)
En novembre 2022, le régiment commence à combattre dans le secteur de Bakhmout, sur le flanc sud près de Kurdyumivka où entre décembre et janvier, le 1er bataillon mène des contre-attaques à l'intérieur du village. En janvier, elle est transformée en brigade, intégrée à l'armée de Terre. Elle participe aux combats pour le contrôle Klichtchiïvka (raïon de Bakhmout), subissant des pertes. Le village est finalement conquis le 20 janvier. En janvier et avril, la brigade connaît de violents de combats de tranchées, parfois très rapprochés dans ce secteur dans des conditions hivernales difficiles menant occasionnellement des contre-attaque,. Le 24 février 2023, la brigade reçoit son étendard des mains du président ukrainien Volodymyr Zelensky à l'occasion du premier anniversaire du lancement de l'invasion de l'Ukraine. En avril, elle protège le sud de la route T0504, renommée la « route de la vie », toujours empêtrée dans de brutaux combats de tranchées. Le 1er bataillon mécanisé est présent à l'intérieur de Bakhmout en avril autour de l'Ecole technique et stadium Avanhard en amont de la voie ferrée. Des unités de chars mènent également des contre-attaques entre Stupocky et Klichtchiïvka près du canal Siversky Donets-Donbass.
À partir de mai, la brigade entame une série de contre-attaques au sud de Bakhmout. Elle est soutenue par la 5e brigade d'assaut et la 80e brigade d'assaut aérien, en direction du village de Klichtchiïvka dans les semaines qui suivent,. Le 9 mai 2023, la 3e brigade d'assaut repousse et met en fuite des éléments de la 72e brigade de fusiliers motorisés russe, au cours de la bataille de Bakhmout. Cette contre-attaque locale permet aux Ukrainiens de reprendre plusieurs kilomètres carrés de terrain, selon Evgueni Prigojine, le chef du groupe Wagner. Le Kyiv Post précise qu'au cours de cette action, le 2e bataillon de la brigade détruit deux compagnies d'infanterie russes, entraînant des pertes estimées entre 100 et 500 hommes au total. La brigade poursuit ses opérations de contre-offensive en juin, prenant d'assauts les positions de la 57e brigade de fusiliers motorisés de la Garde à l'ouest de Klichtchiïvka et Andrivka en direction du canal. La 3e brigade est ensuite remplacée dans le secteur de Klichtchiïvka par la brigade d'assaut de la police nationale en juillet 2023, après avoir nettoyé la zone jusqu'au canal. Le 6 juillet, la 3e brigade d'assaut prend une position fortifiée de la 83e brigade d'assaut aéroporté de la Garde située à l'ouest de la commune de Klichtchiïvka. En août, la 3e brigade d'assaut est renforcée par la 22e brigade mécanisée (dont il s'agit de la première montée au front). Le mois est très difficile pour la 3e d'assaut dont les avancées en direction d'Andrivka se font plus réduites et difficiles au prix de pertes importantes. Le 7 septembre, ils repoussent une attaque de la 61e brigade d'infanterie de marine russe. Le 15 septembre 2023, après plus de deux mois de violents combats, le porte-parole de la 3e brigade d'assaut annonce sur Telegram et Facebook la reprise d'Andriivka (uk), hameau totalement détruit situé au sud de Klichtchiïvka, tenu jusque-là par la 72e brigade de fusiliers motorisés russes (du 3e corps). La 72e brigade de fusiliers motorisés subit de très lourdes pertes au cours de ce combat : le chef du renseignement, trois commandants de bataillon et presque tous les commandants de compagnie sont tués au combat, tandis que de nombreux officiers sont faits prisonniers,,. Le gros de la 3e brigade d'assaut est retiré du front, tandis que le 2e bataillon mécanisé est déployé sur le flanc nord de la ville pour stopper la pénétration russe à Khromove (en).

#### Secteur Avdiivka-Pokrovsk (février-mars 2024)
Au début du mois de février 2024, après plusieurs mois passés en réserve, des éléments de la 3e brigade d'assaut sont envoyés à Avdiïvka en soutien de la 110e brigade mécanisée, et réussissent à stopper la progression russe vers la zone industrielle de la ville,,,. Du 15 au 17 février, la brigade appuyée par le 225e bataillon d'assaut couvre le retrait progressif des forces ukrainiennes de la ville notamment des 110e, 47e mécanisée et 59e brigade motorisée, sous le feu et dans des conditions difficiles. La brigade se replie à son tour sur la ligne de défense suivante. Elle contient les assauts russes à l'ouest de la ville d'Avdiïvka, autour de Semenivka et Orlivka aux côtés de la 47e brigade mécanisée,,. Le général Oleksandr Syrsky déclare que la 3e brigade d'assaut et un bataillon de la 25e brigade aéroportée ont repoussé les troupes russes d'Orlivka le 29 février. Orlivka est pris le 19 mars, la 3e brigade se replie alors sur Umanske. Des éléments des 1er et 2e bataillons combattent plus au sud à Krasnohorivka à proximité de Marïnka en soutien du 3e bataillon de la 80e brigade d'assaut aérien et de la 46e brigade aéromobile où ils mènent des contre-attaques.

#### Ligne Svatove-Kreminna (2024)
À partir du mois de mai 2024, la brigade est redéployée entre les frontières administratives des oblasts de Kharkiv et de Louhansk dans la direction de Svatove. Ils prennent position entre les villages de Kolomyichysk et Novovodyane alors que les Russes réalisent une poussée dans ce secteur. Entre juin 2024, le 1er bataillon d'assaut et le 1er bataillon mécanisé de la brigade s'empare des positions russes dans le secteur,,. Le 15 août, le 1er bataillon d'assaut et le 1er bataillon mécanisé mènent des opérations de contre-attaques dans la direction du village de Novovodyane et parviennent à reprendre 2 km2 à la 20e armée de la Garde sur la rive ouest de la rivière Jerebets. Le 30 novembre 2024, la 3e brigade d'assaut détruit un véhicule antichar nord-coréen Bulsae-4 dans l'oblast de Kharkiv à l'aide d'un drone,,.

## Structure
En mai 2024, la « brigade Azov » doit passer de 1 500 à 7 000 hommes,.

### Ordre de bataille
En décembre 2024, l'Ordre de bataille de l'unité est le suivant :

### Matériels
- Chars : T-72M et T-90A capturés à la Russie.
- Bataillons mécanisés et d'assaut : BMP-1 soviétique, M113 de conception américaine, YPR-765, une variante néerlandaise de l'AIFV livrés par les Pays-Bas[52],[76], International MaxxPro américains.
- Groupe d'artillerie : 2S19 Msta-S, AS-90 britanniques automoteurs, Howitzer 105 mm M119 américains et KS-19 tractés. Bastion-01 et 02 MLRS

La brigade est également équipée de divers types de missiles antichars et de mortiers donnés par les pays membres de l'OTAN ainsi que de mitrailleuses lourdes Browning M2 de fabrication américaine.

## Spécificités
La 3e brigade dispose de spéficités qui la distinguent des autres brigades des forces armées ukrainiennes, parmi lesquelles sa grande autonomie. La brigade est très indépendante, avec sa propre chaîne de commandement, dirigée par des officiers renommés en Ukraine, mais aussi ses propres canaux d'approvisionnement et de collecte de fonds. Son organisation est vue comme très disciplinée, lisible et organisée, ce qui attire les recrues ukrainiennes mais aussi les volontaires étrangers de la Légion internationale. 
La brigade est également prisée des industriels européens en tant qu'unité de test permettant un retour d'expérience rapide, notamment en matière de drones. Des entreprises de la base industrielle et technologique de défense européenne envoient régulièrement des observateurs et des officiers occidentaux, appartenant notamment à la Bundeswehr, se rendent sur le terrain.

## Communication
La 3e brigade dispose d'une chaîne Youtube dans laquelle elle diffuse des vidéos de combats filmés à la GoPro notamment dans les secteurs de Bakhmout. En avril 2024, la chaîne compte plus de 500 vidéos et 1,13 million d'abonnés. La brigade diffuse également du contenu via plusieurs canaux Telegram, notamment des vidéos de drones FPV, des portraits de combattants et des hommages aux soldats morts au combat. Cela lui donne la « capacité à contrôler sa propre narration ».
En 2025, la brigade assure sa communication de plus en plus visiblement dans l'espace public ukrainien. Plusieurs rames du Métro de Kyïv sont décorées aux couleurs de l'unité, certaines étant même dédiées à des membres de l'unité comme Andriy Biletsky. L'opération, financée par des donateurs privés, ne s'apparente ni à du recrutement ni à des commémorations des soldats morts au combat, mais à une « propagande intégrée dans l'espace public, visant à faire d'Azov une référence identitaire et générationnelle ».

## Liens avec l'extrême droite et le néonazisme
Bien que la 3e brigade d'assaut ait été restructurée et intégrée dans les forces armées régulières ukrainiennes, des observateurs relèvent la présence de certains membres ayant des antécédents ou des symboles associés à l'extrême droite ou au néonazisme.
Selon le média en ligne Mediapart, l'armée française a formé des soldats de la 3e brigade d'assaut au camp de La Courtine (dans la Creuse) en 2023. Plusieurs d'entre eux arboraient des symboles néonazis : « saluts hitlériens, croix celtiques, emblèmes de plusieurs divisions SS, têtes de mort, fresque d'Adolf Hitler ». Mediapart demande au ministère français des Armées de s'exprimer sur le sujet. Sa réponse est : « Ce sont les forces armées ukrainiennes qui organisent le flux et la sélection des militaires ukrainiens envoyés en France et en Europe. Nous n’apportons donc pas de commentaire sur cette organisation »,,. Catherine Couturier, députée NUPES-LFI de la Creuse porteste contre le ministère à ce sujet.
En juillet 2024, la brigade organise une tournée à travers l'Europe pour recruter des volontaires et promouvoir son image. À la suite des protestations de groupes de gauche, notamment en Allemagne, les événements de Berlin, Hambourg, Rotterdam, Cologne et Bruxelles sont annulés. Le parti Bündnis Sahra Wagenknecht déclare que « le fait qu'un tel événement de glorification de la guerre puisse avoir lieu à Berlin, en particulier par une organisation ouvertement d'extrême droite qui se réfère historiquement au collaborateur nazi Stepan Bandera, est un scandale incroyable ».
Toutefois, si certains éléments de la brigade restent liés au néonazisme et que ces cas suscitent des critiques, notamment dans certains médias et rapports, ils ne représentent pas pour autant l'orientation officielle de l'unité. La brigade recrute très largement et compte un effectif théorique de plus de 4 500 hommes, bien supérieur à celui du bataillon Azov-Kharkiv. Ces éléments sont parfois instrumentalisés dans le cadre de campagnes de désinformation, par la propagande russe. 
Le commandement reste marqué par une idéologie ultranationaliste ou d'extrême droite, à laquelle est associée son chef, Andriy Biletsky, et plusieurs de ses subordonnés, parmi lesquels Bohdan Krotevytch, Serhiy Volynsky, Dmytro Koukhartchouk et Ihor Slobodianiouk. Certains sont d'anciens volontaires de la guerre du Donbass.

## Projet politique
Selon Intelligence Online, le commandant et plusieurs personnalités de la brigade entretiennent un projet politique visant à mettre en place un « projet de refondation totale de l'État ukrainien » à partir d'un bloc informel d'anciens soldats tenants d'une ligne dure, aidés par des juristes et d'anciens députés. Ce réseau est connu sous le nom de « Front du 24 février » en référence à la date du début de l'invasion de l'Ukraine par la Russie. Après la guerre, ses membres se voudraient les meneurs d'un « ordre nouveau », avec une société ukrainienne bien plus nationaliste et souverainiste, fondée sur le mérite militaire et la loyauté et débarrassée de la corruption.
Dans ce combat politique, elle s'oppose dans l'espace médiatique ukrainien à une autre brigade, la 13e brigade d'affectation opérationnelle, dite « Brigade Khartia », qui tient également une ligne militariste, glorifiant elle aussi « la guerre comme creuset national », mais à la communication bien plus populiste et agressive.